# Einnahmenüberschussrechnung
Die Einnahmenüberschussrechnung (EÜR, Deutschland) beziehungsweise Einnahmen-Ausgaben-Rechnung (E/A-Rechnung, Österreich) ist eine vereinfachte Gewinnermittlungsmethode. Der Gewinn wird dabei als Überschuss der Betriebseinnahmen über die Betriebsausgaben berechnet.
Rechtsgrundlage ist sowohl in Deutschland als auch in Österreich § 4 Abs. 3 des jeweiligen Einkommensteuergesetzes (EStG). In Anspielung auf die Rechtsgrundlage wird die Einnahmenüberschussrechnung daher auch 4/3-Rechnung genannt. Für die konkrete Ausgestaltung, wie die Gewinnermittlung zu erfolgen hat, gelten die §§ 140 ff. AO; insbesondere § 158.

## Berechtigte zur Einnahmenüberschussrechnung
§ 4 Abs. 3 EStG regelt, dass Steuerpflichtige ihren Gewinn per Einnahmenüberschussrechnung ermitteln können, soweit sie nicht auf Grund gesetzlicher Vorschriften verpflichtet sind, Bücher zu führen und regelmäßig Abschlüsse zu machen. Dieses Wahlrecht muss aber eindeutig ausgeübt werden. Bei Schätzungen ist ohne eine solche Erklärung nach § 4 Abs. 1 EStG zu schätzen. Neben Kleingewerbetreibenden im Sinne von § 19 UStG gehören zu den Einnahmenüberschussrechnern insbesondere die freien Berufe, letztere unabhängig von der Höhe des Gewinns oder des Umsatzes.

## Aufzeichnungspflichten
Der Steuerpflichtige hat Aufzeichnungen nach § 22 UStG vorzunehmen. Eine reine Belegsammlung reicht nicht aus. Ebenso wenig ist die Aufzeichnung nur einer Gesamtsumme der Tageseinnahmen ausreichend. Mit einem Kassenbericht allein sind die Aufzeichnungen der Tageseinnahmen als Summe nicht überprüfbar. Das aber wäre mit dem verfassungsrechtlich gebotenen Verifikationsprinzip unvereinbar. Gewerbliche Unternehmer müssen zudem die Pflichten nach § 143, § 144 AO für die Lieferungen an gewerbliche Abnehmer beachten. Das wird ergänzt durch die Aufzeichnungspflichten für ein ggf. zu führendes Wareneingangsbuch. Daneben gelten generell die Aufzeichnungen nach dem Geldwäschegesetz. Faktisch ist wegen § 22 UStG zumindest bei bargeldintensiven Betrieben mit verschiedenen Steuersätzen die Einzelaufzeichnung mittels Registrierkasse oder durch konkrete schriftliche Aufzeichnungen erforderlich.

## Aufbewahrungspflichten
Es müssen alle Belege über Betriebseinnahmen und Betriebsausgaben aufbewahrt werden. Dazu gehören auch die Privateinlagen und Privatentnahmen. Das gilt auch im Hinblick auf die Vorsteuer und die Ausgangsrechnungen. Geschieht das nicht, so sind die Aufbewahrungspflichten verletzt und die Vermutung des § 158 AO greift nicht ein. Es muss kein Kassenbuch geführt werden. Bei bargeldintensiven Betrieben ist das aber sinnvoll. Bei bargeldintensiven Betrieben ist eine Geschäftskasse zwingend.

## Zufluss- und Abflussprinzip
Als Besonderheit bei dieser Gewinnermittlungsmethode gilt das Zufluss- und Abflussprinzip: Nur die Einnahmen bzw. Ausgaben sind zu berücksichtigen, die in dem entsprechenden Wirtschaftsjahr eingenommen bzw. gezahlt wurden. Bestandsveränderungen bleiben unberücksichtigt. Damit erfolgt keine periodengerechte Gewinnermittlung, was der wesentliche Unterschied zum Betriebsvermögensvergleich (Gewinnermittlung nach § 4 Abs. 1, § 5 Abs. 1 EStG) ist. Eine Ausnahme stellt die Zuordnung regelmäßig wiederkehrender Einnahmen bzw. Ausgaben beim Jahreswechsel dar, wenn diese ca. 10 Tage vor oder nach dem Jahreswechsel zu- oder abfließen (§ 11 EStG (D) bzw. § 19 EStG (A)). Investitionen in das bewegliche Anlagevermögen können nur in Höhe der zulässigen Abschreibung als Ausgabe gewinnmindernd abgezogen werden.
Von pauschalen Methoden wie beispielsweise der Tonnagegewinnermittlung oder der pauschalen Gewinnermittlung für Land- und Forstwirte abgesehen, ist die Einnahmenüberschussrechnung die einfachste Art der Gewinnermittlung. Das darf aber nicht darüber hinwegtäuschen, dass auch bei ihr sehr genau die formellen Voraussetzungen beachtet werden müssen.

## Steuererklärung in Deutschland
Wird der Gewinn anhand einer Einnahmenüberschussrechnung ermittelt, ist die Einnahmenüberschussrechnung nach amtlich vorgeschriebenem Datensatz durch Datenfernübertragung (→ ELSTER – Elektronische Steuererklärung) zu übermitteln (§ 60 Abs. 4 EStDV). Auf Antrag kann die Finanzbehörde zur Vermeidung unbilliger Härten auf eine elektronische Übermittlung verzichten; in diesem Fall ist der Steuererklärung eine Gewinnermittlung nach amtlich vorgeschriebenem Vordruck beizufügen. In der Anlage sind bestimmte Einnahmen und Ausgaben gesondert zu erfassen, z. B. die private Kfz-Nutzung.
Durch diese Vereinheitlichung können die eingereichten Anlagen maschinell eingelesen und ausgewertet werden (z. B. Plausibilitätsprüfungen, Vergleiche mit Vorjahren). Solche Auswertungen waren in der Vergangenheit nahezu unmöglich, da jeder Steuerpflichtige seine EÜR individuell gestalten konnte.

## Umsatzsteuererklärung
Die Pflichten bei der Umsatzsteuer ergeben sich auch für § 4 Abs. 3 EStG allein aus dem Umsatzsteuergesetz. Die Aufzeichnungspflichten werden konkret in § 22 UStG geregelt. Der Zufluss- und Abflussgrundsatz gilt nur bei Versteuerung nach vereinnahmten Entgelten gemäß § 20 UStG. Dafür muss zumeist ein Antrag gestellt und genehmigt werden. Werden Umsätze zu unterschiedlichen Steuersätzen getätigt, so erfordert bereits das die getrennte Aufzeichnung der Umsätze. Für den Vorsteuerabzug nach § 15 UStG muss zwingend jeweils die Eingangsrechnung im Original vorliegen.